# ميليسا فيتزجيرالد
ميليسا فيتزجيرالد (بالإنجليزية: Melissa Fitzgerald) هي ممثلة أمريكية، ولدت في 1965.

## وصلات خارجية
- ميليسا فيتزجيرالد على موقع IMDb (الإنجليزية)
- ميليسا فيتزجيرالد على موقع قاعدة بيانات الفيلم (الإنجليزية)